# Nazionale femminile di calcio del Messico
La nazionale di calcio femminile del Messico è la rappresentativa calcistica femminile del Messico ed è posta sotto l'egida della locale federazione calcistica (FEMEXFUT).
In base alla classifica emessa dalla FIFA il 15 marzo 2024, la nazionale femminile occupa il 31º posto del FIFA/Coca-Cola Women's World Ranking.
Come membro della CONCACAF, partecipa a vari tornei di calcio internazionali, come al Campionato mondiale FIFA, al CONCACAF Women's Championship, ai Giochi olimpici estivi, ai Giochi centramericani e caraibici e ai tornei ad invito come l'Algarve Cup o la Cyprus Cup.

## Storia

### Era non ufficiale
Dalla FIFA non è stata ufficialmente riconosciuta nel 1991 dalla FIFA, la squadra è stata fondata ufficialmente nel 1963, ma c'era ancora il divieto di praticare il calcio femminile in alcuni paesi. Nel 1963, Las Ticas, la squadra nazionale di calcio femminile della Costa Rica, trascorse sei mesi in Messico conducendo un tour per aumentare l'esposizione del gioco. Osservando il successo di Las Ticas, il Messico ha formato la sua prima squadra a giocare contro la Costa Rica.
Guidata da Alicia Vargas, la nazionale si è classificata terza nella Coppa mondiale femminile FIFA 1970, un torneo che la FIFA non le ha voluto riconoscere. Il Messico ha perso contro l'Italia, e dopo ha sconfitto l'Inghilterra per 3-2 (match per il terzo posto). Nel mondiale 1971, la squadra ha raggiunto la finale, perdendo contro la nazionale danese per 3-0. Alla finale hanno assistito 110.000 persone all'Estadio Azteca, la FIFA non ha riconosciuto questo record di presenze.

### Era moderna
La prima apparizione ufficiale del Messico nella Coppa del Mondo femminile è stata nel 1999, quando gli Stati Uniti hanno ospitato il torneo. La squadra si è qualificata anche nel 2011 e nel 2015, ospitate rispettivamente da Germania e Canada. Allo stesso modo, la squadra si è qualificata per i Giochi olimpici estivi nel 2004. Il primo allenatore ufficiale della nazionale di calcio femminile del Messico è stato Leonardo Cuéllar. Uno dei suoi primi obiettivi era quello di qualificarsi per la Coppa del Mondo femminile del 1999. 
Andrea Rodebaugh, l'allora capitano della squadra, ha sostenuto che l'obiettivo principale della squadra era qualificarsi; voleva anche rafforzare la squadra e celebrare il suo riconoscimento ufficiale. Nel 2016, la nazionale di calcio femminile non è riuscita a qualificarsi per le Olimpiadi e ha perso contro la Costa Rica, che è stato il punto di svolta nella storia della squadra poiché molti pensavano che la sconfitta avesse portato il Messico a diventare la quarta migliore squadra della CONCACAF .
Nel 2018 il Messico ha vinto i Giochi centroamericani e caraibici sconfiggendo la Costa Rica 3-1 in finale.
Al campionato femminile CONCACAF 2018, il Messico è entrato come la terza squadra con il punteggio più alto dietro Stati Uniti e Canada. A causa del mancato passaggio agli ottavi di finale, il Messico non è stato in grado di qualificarsi per la Coppa del Mondo femminile FIFA 2019 in Francia. Medina è stato sostituito dall'allenatore dell'U-20 Christopher Cuellar, figlio di Leo Cuellar. Il suo mandato è stato di breve durata, essendosi classificato quinto ai Giochi Panamericani del 2019 (nonostante le assenze da Stati Uniti e Canada) e dopo non essere riuscito a qualificarsi per le Olimpiadi del 2020.

## Partecipazioni ai tornei internazionali

### Partecipazioni al Campionato mondiale
- 1991: Non qualificata
- 1995: Non qualificata
- 1999: Primo turno
- 2003: Non qualificata
- 2007: Non qualificata
- 2011: Primo turno
- 2015: Primo turno
- 2019: Non qualificata
- 2023: Non qualificata

### Partecipazioni al CONCACAF Women's Championship
| - 1991 - Primo turno - 1993 - non partecipante - 1994 - 3º posto - 1998 - 2º posto - 2000 - Primo turno - 2002 - 3º posto - 2006 - 3º posto - 2010 - 2º posto - 2014 - 3º posto - 2018 - Primo turno - 2022 - Primo turno |

### Partecipazioni alla Cyprus Cup
- 2008: Non invitata
- 2009: Non invitata
- 2010: Non invitata
- 2011: 7º posto
- 2012: Non invitata
- 2013: Non invitata
- 2014: Non invitata
- 2015: 3º posto

## Partecipazioni ai Giochi Olimpici
- 1996: Non qualificata
- 2000: Non qualificata
- 2004: Quarti di finale
- 2008: Non qualificata
- 2012: Non qualificata
- 2016: Non qualificata
- 2020: Non qualificata

## Partecipazioni ai Giochi centramericani e caraibici
- 2014: Oro

## Tutte le rose

### Mondiali femminili
Coppa del Mondo FIFA 19991 Quinones, 2 S. Mora, 3 Moore, 4 Oceguera, 5 Pérez, 6 Leyva, 7 Vergara, 8 Rodebaugh, 9 Nanez, 10 Domínguez, 11 Gerardo, 12 Valdez, 13 González, 14 I. Mora, 15 Hill, 16 Pinzon, 17 Michner, 18 Rubalcaba, 19 Almaraz, 20 Ireta, CT: Cuéllar
Coppa del Mondo FIFA 20111 Venegas, 2 Robles, 3 Sandoval, 4 Garciamendez, 5 Vinti, 6 Garcia, 7 Lopez, 8 Worbis, 9 Domínguez, 10 Garza, 11 Rangel, 12 Tajonar, 13 Mercado, 14 Alvarado, 15 Saucedo, 16 Corral, 17 Noyola, 18 Pérez, 19 Ocampo, 20 Santiago, 21 Mayor, CT: Cuéllar
Coppa del Mondo FIFA 20151 Santiago, 2 Robles, 3 Murillo, 4 Garciamendez, 5 Miranda, 6 Ruiz, 7 Rangel, 8 Noyola, 9 Corral, 10 Mayor, 11 Ocampo, 12 Tajonar, 13 Espinoza, 14 Romero, 15 Sierra, 16 M. Alvarado, 17 V. Pérez, 18 A. Perez, 19 R. Cuéllar, 20 Sánchez, 21 Guajardo, 22 Ibarra, 23 E. Alvarado, CT: L. Cuéllar

### Olimpiadi
Calcio ai Giochi Olimpici Estivi 20041 Molina, 2 Gómez, 3 Sandoval, 4 González, 5 Castillo, 6 Vergara, 7 López, 8 Leyva, 9 Domínguez, 10 Mora, 11 Pérez, 12 Maravillas, 13 Saucedo, 14 Gutiérrez, 15 Valderrama, 16 Martínez, 17 Worbis, 18 Tajonar, 20 Ocampo, 21 Muñoz, 22 García, CT: Cuéllar

### CONCACAF Women's Championship
CONCACAF Women's Championship 20141 Santiago, 2 Romero, 3 Sierra, 4 Garciamendez, 5 Solís, 6 Mercado, 7 Rangel, 8 Noyola, 9 Corral, 10 Mayor, 11 Ocampo, 12 Tajonar, 13 Robles, 14 Alvarado, 15 Murillo, 16 Nieto, 17 Pérez, 18 Garza, 19 Samarzich, 20 Duarte, CT: Cuéllar
CONCACAF Women's Championship 20181 Santiago, 2 Robles, 3 Murillo, 4 Sierra, 5 Flores, 6 Antonio, 7 Rangel, 8 Nieto, 9 Corral, 10 Mayor, 11 Ocampo, 12 Henninger, 13 Bernal, 14 Romero, 15 Calderón, 16 Ferral, 17 Sánchez, 18 Palacios, 19 Johnson, 20 Ovalle, CT: Medina
CONCACAF Women's Championship 20221 Alvarado, 2 Robles, 3 Espinoza, 4 Bernal, 5 López, 6 Delgado, 7 Delgadillo, 8 Jaramillo, 9 Martínez, 10 Mayor, 11 Sánchez, 12 González, 13 Sierra, 14 Montero, 15 Ferral, 16 Antonio, 17 Ovalle, 18 Montoya, 19 Cervantes, 20 García, 21 Villeda, 22 Ordoñez, 23 Reyes, CT: Vergara

## Statistiche

### Record presenze
| Rank | Giocatrice        | Presenze | Goal | Carriera  |
| ---- | ----------------- | -------- | ---- | --------- |
| 1    | Maribel Domínguez | 116      | 86   | 1998–2016 |
| 2    | Lupita Worbis     | 115      | 20   | 2003–2013 |
| 3    | Luz Saucedo       | 106      | 2    | 2003–2016 |
| 4    | Evelyn López      | 102      | 14   | 2004–2011 |
| 5    | Stephany Mayor    | 87       | 15   | 2006–     |
| 6    | Marlene Sandoval  | 85       | 5    | 2002–2016 |
| 7    | Verónica Pérez    | 84       | 9    | 2010–2016 |
| 8    | Mónica González   | 83       | 10   | 1998–2011 |
| 9    | Nayeli Rangel     | 81       | 7    | 2012–     |
| 10   | Mónica Ocampo     | 77       | 14   | 2010–     |

### Record reti
| Rank | Giocatrice        | Goal | Presenze | Carriera  | Media |
| ---- | ----------------- | ---- | -------- | --------- | ----- |
| 1    | Maribel Domínguez | 82   | 116      | 1998–2016 | 0.71  |
| 2    | Charlyn Corral    | 29   | 53       | 2008–     | 0.55  |
| 3    | Lupita Worbis     | 20   | 115      | 2003–2013 | 0.17  |
| 4    | Stephany Mayor    | 15   | 87       | 2006–     | 0.19  |
| 5    | Mónica Ocampo     | 14   | 77       | 2010–     | 0.18  |
| 6    | Evelyn López      | 14   | 102      | 2004–2011 | 0.14  |
| 7    | Renae Cuéllar     | 10   | 39       | 2008–     | 0.27  |
| 8    | Mónica González   | 10   | 83       | 1998–2011 | 0.12  |
| 9    | Verónica Pérez    | 9    | 84       | 2010–2016 | 0.11  |
| 10   | Katie Johnson     | 8    | 23       | 2015–     | 0.35  |